# Alberto Aquilani
Alberto Aquilani (Roma, 7 de julho de 1984) é um treinador e ex-futebolista italiano. Aquilani se destacava pela técnica apurada e precisão nos passes, além de seus poderosos chutes de longa distância. Atualmente, é treinador da Fiorentina sub-19 (Primavera).

## Carreira

### O início
Chegou a Roma aos 15 anos de idade, ingressando nas categorias de base do clube em 1999. Ainda antes de se tornar profissional, em 2001, Aquilani recebeu uma oferta do Chelsea, da Inglaterra, que lhe oferecia um lucrativo contrato profissional aos 17 anos de idade. Entretanto, o italiano optou por recusar a oferta, alegando que seu sonho era atuar profissionalmente pela equipe de sua cidade natal, a qual ele foi um dos torcedores desde muito novo.

### Roma
Após três anos nas categorias de base, foi promovido ao time principal da Roma em 2002, estreando pela Serie A em maio do ano seguinte, sob o comando do treinador Fabio Capello, atualmente na Seleção Inglesa. Durante a temporada 2003-04, esteve emprestado ao Triestina, modesto clube da Serie B do Calcio.
De volta à Roma no início da temporada 2004-05, rapidamente conquistou sua vaga como titular absoluto da equipe, atuando em 29 partidas pela Serie A.
Na temporada seguinte, em 26 de fevereiro de 2006, Aquilani marcou o segundo gol da vitória no Derby della Capitale contra a Lazio, quebrando o recorde de vitórias consecutivas na Serie A italiana, marca batida pela Internazionale um ano depois. A expectativa era que ele fosse um dos melhores jogadores da Roma nesta temporada, entretanto, uma lesão o retirou dos gramados por vários meses.
Após o seu retorno, em maio de 2007, Aquilani precisou de um certo tempo para adquirir o preparo físico perdido devido ao longo tempo de recuperação. Voltou a se destacar numa partida contra o Real Madrid, válida pelas oitavas-de-final da UEFA Champions League 2007-08, e ajudou a Roma a garantir sua classificação frente ao poderoso time madrilenho. Ainda nesta temporada, marcou dois belos gols de longa distância nas duas primeiras partidas da Serie A 2007-08, contra o Palermo e o Siena.
Na temporada 2008-09, sua última pela Roma, também foi bastante atrapalhado por lesões, atuando apenas 14 vezes pela Serie A. Ao fim desta temporada, após seguidas convocações para a Azzurra, havia muita especulação sobre o provável destino de Aquilani, os principais clubes interessados eram o Liverpool e o Real Madrid.

### Liverpool
Em 5 de agosto de 2009, após muita especulação, Alberto Aquilani foi finalmente anunciado oficialmente pelo Liverpool, que pagou 20 milhões de libras (23 milhões de euros) pelo jogador, suprindo a vaga deixada por Xabi Alonso, que havia se transferido para o Real Madrid, que também estava interessado em Aquilani.
Em sua primeira temporada no futebol inglês, não conseguiu se firmar como titular, disputando vaga com as várias opções para o meio-de-campo dos Reds, como o argentino Javier Mascherano e o brasileiro Lucas. Atuou em 18 oportunidades pela Premier League 2009-10, marcando um gol contra o Portsmouth, em 15 de março de 2010.

### Juventus
Com poucas oportunidades como titular no Liverpool, em 21 de agosto de 2010, foi oficializado o seu empréstimo para a Juventus. O acordo previa a permanência de Aquilani na Vecchia Signora durante toda a temporada 2010-11.

### Retorno ao Liverpool
Ao fim da temporada e consequentemente do empréstimo à Juventus, retornou ao Liverpool em junho de 2011.

### Fiorentina
Deixou o Liverpool para acertar com a Fiorentina, em negociação em 2012.

### Sporting CP
Em 6 Agosto de 2015, o médio italiano de 31 anos, assinou pelo Sporting Clube de Portugal, num contrato válido por 3 temporadas com uma cláusula de rescisão de 45 milhões de euros.
Estreou-se pelo Sporting CP no dia 18 de agosto de 2015, num jogo do play-off da Liga dos Campeões da UEFA, frente ao CSKA Moscovo, numa vitória por 2-1.

### Pescara Calcio
A 25 de Agosto de 2016 foi confirmado que o médio irá jogar pelo Pescara e envergará o numero 20 na sua camisola.

### Seleção Italiana
Aquilani se destaca desde as mais jovens categorias de base da Itália, atuando em todas elas desde o Sub-15.
Estreou pela seleção principal em 15 de novembro de 2006, num amistoso contra a Turquia. Alguns meses depois, jogou a Euro Sub-21 de 2007, que aconteceu nos Países Baixos, e foi escolhido para a Seleção do Torneio. Neste torneio, marcou um belo gol de falta frente a República Tcheca.
No ano seguinte, foi um dos 23 convocados do treinador Roberto Donadoni para a UEFA Euro 2008, seu primeiro grande torneio internacional. Ele entrou no decorrer do terceiro jogo da Itália no torneiro, uma vitória de 2-0 sobre a França. Com as suspensões dos titulares Andrea Pirlo e Gennaro Gattuso, Aquilani começou jogando a partida das quartas-de-final contra a Espanha, onde a Azzurra terminou eliminada na disputa por pênaltis. Os espanhóis viriam a ser campeões do torneio.
Alguns meses depois, já pelas eliminatórias para a Copa do Mundo de 2010, Aquilani marcou seus dois primeiros gols pela seleção principal contra Montenegro, em 15 de outubro de 2008. Porém, muito atrapalhado por lesões, não conseguiu manter uma sequência de convocações como o treinador Marcello Lippi, que havia assumido após a Euro, e não disputou o Mundial. Aquilani voltou a marcar pela azurri em um amistoso contra Espanha e deu a vitória a seleção italiana.

## Títulos
Roma
- Coppa Italia: 2006-07 e 2007-08
- Supercoppa Italiana: 2007